# Ганешти (Валча)
Ганешти (рум. Gănești) насеље је у Румунији у округу Валча у општини Лакустени. Oпштина се налази на надморској висини од 254 m.

## Становништво
Према подацима из 2002. године у насељу је живело 320 становника, од којих су сви румунске националности.